# Miss Littérature Afrique
 (avril 2025).
La mise en forme du texte ne suit pas les recommandations de Wikipédia : il faut le « wikifier ».
Les points d'amélioration suivants sont les cas les plus fréquents. Le détail des points à revoir est peut-être précisé sur la page de discussion.
- Les titres sont pré-formatés par le logiciel. Ils ne sont ni en capitales, ni en gras.
- Le texte ne doit pas être écrit en capitales (les noms de famille non plus), ni en gras, ni en italique, ni en « petit »…
- Le gras n'est utilisé que pour surligner le titre de l'article dans l'introduction, une seule fois.
- L'italique est rarement utilisé : mots en langue étrangère, titres d'œuvres, noms de bateaux, etc.
- Les citations ne sont pas en italique mais en corps de texte normal. Elles sont entourées par des guillemets français : « et ».
- Les listes à puces sont à éviter, des paragraphes rédigés étant largement préférés. Les tableaux sont à réserver à la présentation de données structurées (résultats, etc.).
- Les appels de note de bas de page (petits chiffres en exposant, introduits par l'outil «  Source ») sont à placer entre la fin de phrase et le point final[comme ça].
- Les liens internes (vers d'autres articles de Wikipédia) sont à choisir avec parcimonie. Créez des liens vers des articles approfondissant le sujet. Les termes génériques sans rapport avec le sujet sont à éviter, ainsi que les répétitions de liens vers un même terme.
- Les liens externes sont à placer uniquement dans une section « Liens externes », à la fin de l'article. Ces liens sont à choisir avec parcimonie suivant les règles définies. Si un lien sert de source à l'article, son insertion dans le texte est à faire par les notes de bas de page.
- La présentation des références doit suivre les conventions bibliographiques. Il est recommandé d'utiliser les modèles {{Ouvrage}}, {{Chapitre}}, {{Article}}, {{Lien web}} et/ou {{Bibliographie}}. Le mode d'édition visuel peut mettre en forme automatiquement les références.
- Insérer une infobox (cadre d'informations à droite) n'est pas obligatoire pour parachever la mise en page.

Pour une aide détaillée, merci de consulter Aide:Wikification.
Si vous pensez que ces points ont été résolus, vous pouvez retirer ce bandeau et améliorer la mise en forme d'un autre article.
Pour les articles homonymes, voir Miss.
Miss Littérature Afrique est un concours littéraire destiné aux jeunes filles âgées de 18 à 24 ans des pays d’Afrique francophone. Il vise à promouvoir la lecture et l’expression écrite en français tout en valorisant la « beauté intellectuelle »,,.

## Histoire
Créé en 2016 au Bénin par la journaliste, auteure et éditrice Carmen Todonou pour répondre à la baisse du niveau de maîtrise de la langue française parmi les jeunes, le concours Miss Littérature Afrique s’adresse aux lycéennes et étudiantes des pays francophones du continent,,. Depuis sa création, il s’est déroulé en plusieurs éditions, avec une finale africaine qui avait lieu chaque année à Cotonou, au Bénin. En 2023, la Côte d’Ivoire a accueilli cette finale pour la première fois.

## Organisation
Le concours se déroule sur un cycle de deux ans et en deux phases :
Phase nationale : Chaque pays participant organise une sélection pour élire sa représentante,,.
Finale africaine : Les lauréates nationales s’affrontent lors d’une compétition réunissant plusieurs épreuves écrites et orales,.
En 2023, huit pays d’Afrique francophone dont le Bénin, Burkina Faso, Cameroun, Côte d’Ivoire, Guinée, Mali, Tchad et Togo ont pris part au concours,. L’organisation de cette édition a été confiée au Comité Miss Littérature Côte d’Ivoire, mandaté par l’initiatrice du concours, basée au Bénin.

## Critères de sélection
Le concours Miss Littérature Afrique ,s’adresse aux jeunes femmes africaines âgées de 18 à 24 ans et se déroule en deux étapes sur une période de deux ans.
La première phase, organisée à l’échelle nationale, permet de sélectionner une lauréate dans chaque pays participant. La seconde phase, la finale continentale, réunit ces lauréates pour une compétition mettant en avant leurs compétences intellectuelles et littéraires.
Le choix de la gagnante repose sur plusieurs critères, notamment l’intelligence, la culture littéraire, le charisme, les capacités d’expression et l’engagement en faveur de la lecture et de la littérature. Les candidates sont évaluées à travers différentes épreuves, dont l’art oratoire.

## Objectifs
Le concours vise plusieurs objectifs, notamment :
Promouvoir la lecture et  l’écriture chez les jeunes filles.
Améliorer la maîtrise du français à travers des épreuves linguistiques et littéraires. Valoriser l’excellence  académique et culturelle. Encourager la scolarisation des jeunes filles et lutter contre l’échec scolaire.
Susciter un intérêt pour la littérature africaine et internationale.

## Déroulement
Le concours se compose d’épreuves écrites et orales :
Épreuves écrites : dictée, analyse d’un texte, questions de culture littéraire.
Épreuves orales : présentation personnelle, présentation d’une œuvre imposée, échange avec le jury.
Le concours comprend également des séminaires littéraires, des ateliers de lecture, ainsi que des expositions-ventes et séances de dédicaces d’auteurs africains.

## Impacts et Enjeux

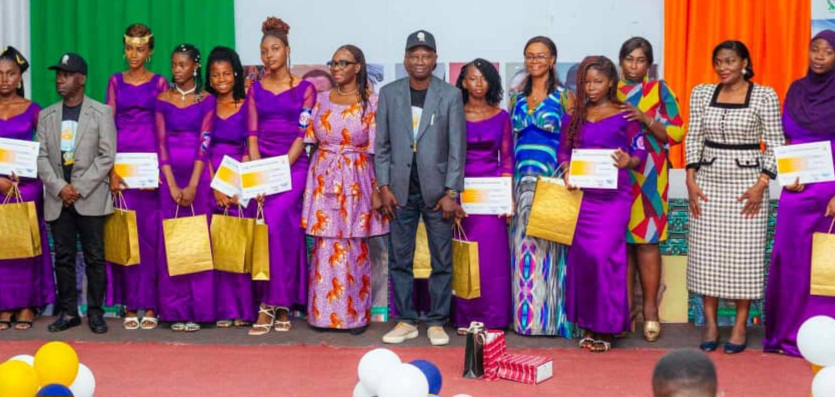
Photo d'ensemble des finalistes de miss littérature 2023 à Abidjan

Miss Littérature Afrique cherche à contrer le désintérêt des jeunes pour la lecture face à l’influence croissante des réseaux sociaux, des séries télévisées et du divertissement numérique. Il ambitionne de redonner une place centrale au livre dans la formation intellectuelle des jeunes générations.

## Liste des Miss Littérature Afrique
Mademoiselle SORO Yélé Aïcha            ( Ivoirienne )  Miss Littérature Afrique - Première Édition 2019 à Cotonou
Mademoiselle BITIBALY ZERBO Rose  ( Burkinabé )  Miss Littérature Afrique - Deuxième Édition 2021 à Cotonou
Mademoiselle Caroline Fousséna Sagui     (Benin)  Miss Littérature Afrique - Troisième Édition 2023 à Abidjan.
Mademoiselle Lorena Nolwen LEKEUFACK KAMAHA (Cameroun) Miss Littérature Afrique - Quatrième édition 2025 à Cotonou 

## Editions notables
2018 Togo accueille la première édition Africaine 
2023 : La Côte d’Ivoire accueille     pour la première fois la finale africaine du concours.